# Sylvie Coquart-Morel
Pour les articles homonymes, voir Coquart et Morel.
Sylvie Coquart-Morel, née Sylvie Coquart, est une scénariste française et créatrice de plusieurs séries pour la télévision parmi lesquelles Ondes de choc et Des soucis et des hommes, diffusées sur France TV. Elle dirige actuellement la fiction de la RTBF et développe les nouvelles séries belges. Elle écrit aussi pour le web, la radio, le cinéma et le théâtre. Elle est également productrice artistique et script doctor.
Elle a créé avec Sophie Maurer, pour  France Culture, le feuilleton radiophonique L'Apocalypse est notre chance, diffusé du 12 au 30 juin 2017.
En 2019, elles ont publié la novélisation de L'Apocalypse est notre chance sous le pseudonyme collectif d'Ava Fortel aux Éditions Rivages.

## Filmographie
Elle a écrit un ou plusieurs épisodes des séries :
- 2017 : Agathe Koltès
- 2016 : Joséphine, ange gardien
- 2012 : Des soucis et des hommes
- 2012 : Julie Lescaut
- 2006, 2007, 2009 : Section de recherches
- 2008 : Disparitions, retour aux sources
- 2007 : Ondes de choc
- 2007 : Fais pas ci, fais pas ça
- 2007 : N.A.P., nos années pension
- 2006 : Marion Jourdan
- 2006 : Homicides
- 2002-2006 : La Crim'
- 2003 : Sous le soleil
- 2002 : Aix mélodie
- 1999 : L'Instit
- 1999 : L'Histoire du samedi
- 1995 : Sandra, princesse rebelle
- 1995 : L'Éducateur
- 1993-1995 : Nestor Burma
- 1992-1994 : Le JAP, juge d'application des peines